# Waterkering Leendert Abrahampolder
De Waterkering Leendert Abrahampolder was een waterschap in de gemeente Kats op Noord-Beveland, in de Nederlandse provincie Zeeland.
Het waterschap had tot taak het beheer van de zeedijken van de Leendert Abrahampolder, de Katspolder, de Oud-Noord-Bevelandpolder en de Al te Kleinpolder. Het was in 1883 opgericht na het calamiteus verklaren van de Leendert Abrahampolder. Pas in 1979 werden de taken overgenomen door het Waterschap Noord-Beveland.